# Flygförvaltningens Flygverkstad Stockholm
Flygförvaltningens Flygverkstad i Stockholm, (FFVS). FFVS bildades 1941 och leddes av Peter Kock. Som chef för tekniska kontoret utsågs Bo Lundberg. Utvecklings- och teknikkontoren var förlagda till Stockholm. Tanken var att FFVS bara skulle tillverka en prototyp på hantverkmässigt sätt och sedan lämna ut prototypexemplar av detaljer till underleverantörer för att sedan slutmontera delarna i FFVS:s regi. 
Som mest sysselsattes 815 personer vid FFVS, och 250 större legotillverkare av detaljer. Förvaltningen försäkrade sig hos Saab att företaget inte hade något emot att tillverkningen av en flygplanstyp (FFVS J 22) startades. FFVS garanterade även att man inte skulle ta vare sig konstruktörer, arbetskraft, råmaterial eller underleverantörer från Saab.
Som monteringslokal hyrdes AB Aerotransports nybyggda hangarer på Bromma flygplats. Efter andra världskriget fick man lämna tillbaka lokalerna och FFVS omlokaliserades 1945 till Arboga där det uppgick i det nybildade Centrala Flygverkstaden Arboga (CVA).